# César Valoyes
César Augusto Valoyes Córdoba (Bahía Solano, 5 gennaio 1984) è un ex calciatore colombiano, di ruolo attaccante.